# Тутракан (община)
Тутракан (болг. Община Тутракан) — община в Болгарии. Входит в состав Силистренской области. Население составляет 20 549 человек (на 21.07.05 г.).
Административный центр общины в городе Тутракан. Кмет общины Тутракан — Георги Димитров Георгиев (Болгарская социалистическая партия (БСП)) по результатам выборов 2007 года в правление общины.

## Состав общины
В состав общины входят следующие населённые пункты:
1. Антимово
2. Белица
3. Бреница
4. Варненци
5. Дунавец
6. Нова-Черна
7. Пожарево
8. Преславци
9. Старо-Село
10. Сяново
11. Тутракан
12. Тырновци
13. Цар-Самуил
14. Царев-Дол
15. Шуменци